# Museum für Meereskunde de Berlin

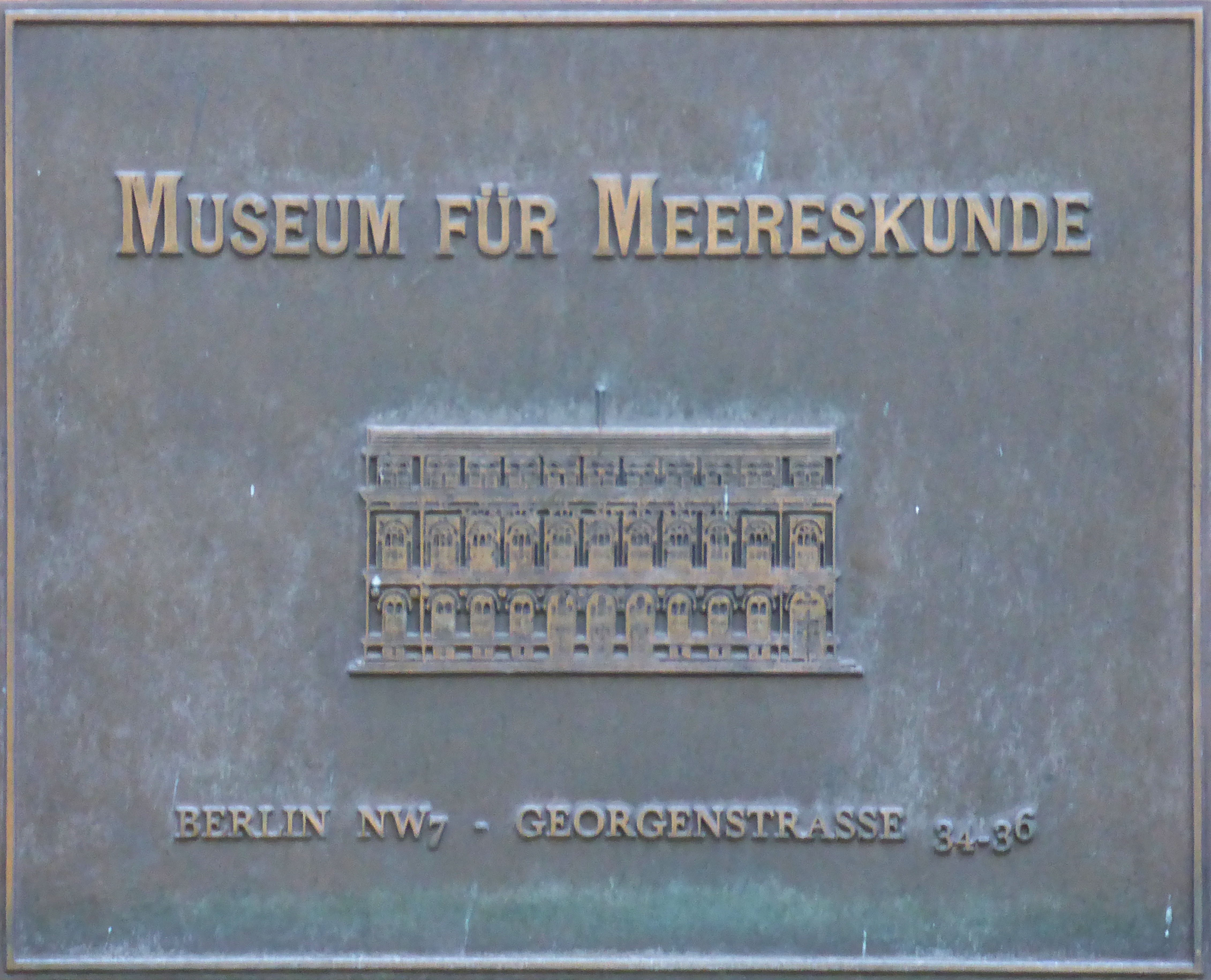
Signe en bronze du Musée d’océanographie sur la façade du Deutsches Technikmuseum de Berlin

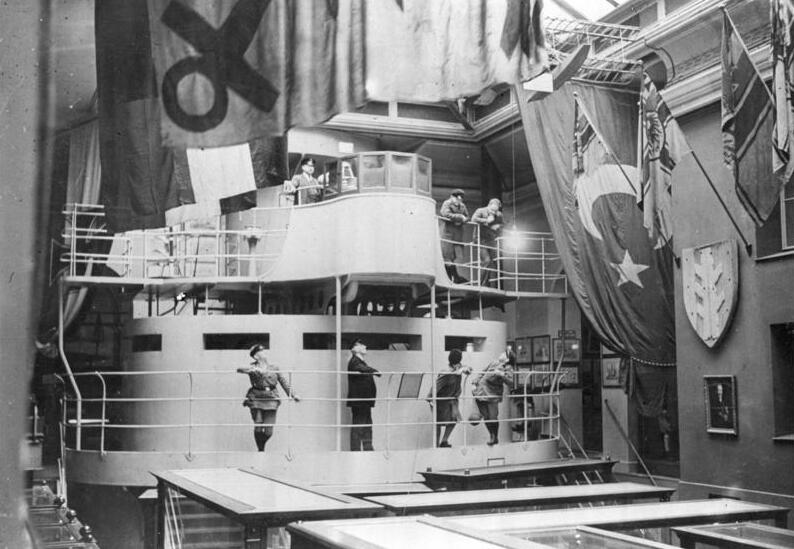
Réplique de la passerelle de commandement du navire de ligne Braunschweig (1904) dans l’atrium

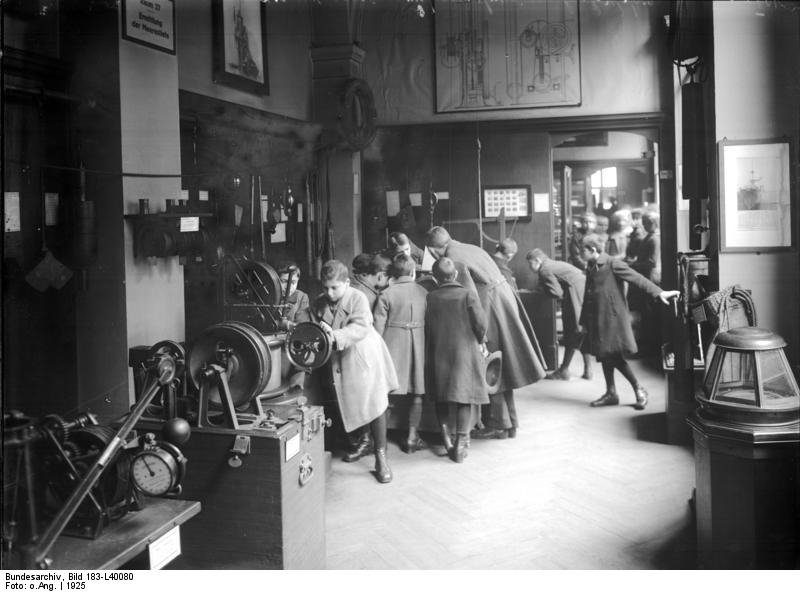
Ecoliers au Musée, 1925

Le Museum für Meereskunde de Berlin (musée d’océanographie) et l’institut d’océanographie associé ont été fondés en 1900 en tant qu’institutions distinctes de l’Université de Berlin. L’ouverture du musée a eu lieu le 5 mars 1906 en présence de l’empereur Guillaume II. Le musée a été lourdement détruit par les bombes pendant la Seconde Guerre mondiale et n’a pas été reconstruit.
Le concept est basé sur une exposition de maquettes navales de 1897-1898, initiée par le Reichsmarineamt et le ministère de la Culture prussien. L’objectif de la nouvelle institution était « d’élever la compréhension des branches du savoir liées à la mer et aux affaires maritimes et d’éveiller le sens de l’importance nationale et économique des intérêts maritimes ». Dès le début, le musée a été conçu pour des publics académiques et non académiques. Il était situé au 34-36 Georgenstraße, dans les salles de l’ancien laboratoire de chimie. L’institut avait un lien étroit avec le département de géographie de l’université de Berlin, notamment par l’intermédiaire du directeur fondateur Ferdinand von Richthofen, qui a préparé l’ouverture, et d’Albrecht Penck, qui a longtemps été directeur de l’institut et du musée.
Il s’est écoulé six ans entre la fondation et l’ouverture de l’installation, ce qui était en partie dû à la lenteur de l’achat d’objets : les dons et le budget d’achat étaient trop faibles pour mettre en œuvre le concept plus rapidement. En outre, les préparatifs doivent être obtenus par des expéditions fastidieuses. Même l’achat des objets promis par l’empereur allemand n’a en aucun cas été facile. L’empereur ordonna que les collections existantes de sa marine soient en principe préservées et que seuls les objets « consommables » soient remis au musée. Enfin, l’amiral Alfred von Tirpitz, secrétaire d’État du Reichsmarineamt depuis 1897, ne voulait pas d’une propagande sur la flotte excessivement offensive, pour ne pas provoquer une attaque préventive britannique. L’armement continu – au lieu d’être forcé – de la flotte pour des raisons de coût devrait correspondre à une « illumination du peuple » tout aussi prudente. Cette stratégie a fonctionné et le musée a apporté sa contribution voulue à « l’enthousiasme naval ». Il était populaire parmi la population et également apprécié dans les cercles professionnels internationaux.
Les premières expositions du musée étaient un don du chercheur en haute mer Carl Chun, qui avait recueilli des échantillons de sol des fonds marins dans le cadre de l’expédition du Valdivia. Les matériaux ont été préparés dans le département du musée océanologique, de manière que la relation entre les sels marins et la formation de dépôts de sel gemme puisse être représentée. Les instruments utilisés dans la recherche maritime ont été exposés dans un autre département, dont l’un des premiers exemples était une machine à souder Sigsbee (du nom de son concepteur Charles Dwight Sigsbee). En outre, il y avait un département des affaires côtières et portuaires, qui présentait deux pièces spéciales : une maquette en relief du port de Świnoujście à l’échelle 1:7500 et une image illustrative de la route Kaiserfahrt-Świnoujście. Les autres départements du musée étaient : la navigation, le sauvetage aquatique, la biologie marine, la pêche et l’utilisation économique des produits marins (en particulier une vitrine avec des trouvailles d’ambre), la collection Reichsmarine.

## Organisation

### Directeur
- 1900 : Ferdinand von Richthofen
- 1906 : Albrecht Penck
- 1921 : Alfred Merz
- 1926 : Albert Defant

### I. Département d’économie et d’histoire
Chef de département
- 1900 : Paul Dinse
- 1911 : Gustav Braun
- 1912 : Alfred Rühl

### II. Département de géographie et de sciences naturelles
- Conservateur de l’océanographie, des sciences côtières et du port
  - 1902 : Walter Stahlberg
- Conservateur de la pêche maritime et de l’exploitation économique des produits marins
  - 1906 : Ludwig Brühl

•	Conservateur de la biologie marine
- - 1904 : Ludwig Plate
  - 1911 : Thilo Krumbach
- Cartographe
  - 1902 : Max Groll
  - 1918 : Walter Behrmann
- Assistant cartographie
  - Kurt Kaehne
- Assistant océanographique (administrateur de bibliothèque)
  - Georg Wüst, plus tard conservateur en 1929

### III. Reichsmarinesammlung/Kriegsmarinesammlung/Museum der Kriegsmarine
- Chef de la collection de la Reichsmarine et administrateur du département de la construction navale
  - 1903 : Kapitän zur See Rudolf Wittmer
  - 1924 : Ancien contre-amiral Hermann Lorey

Après la fondation de la Wehrmacht et le changement de nom de la Reichsmarine en Kriegsmarine, la collection a été rebaptisée « collection Kriegsmarine » le 1er juin 1935. En 1940, la collection de la Kriegsmarine a été placée sous l’autorité du Haut Commandement de la Kriegsmarine en tant que futur site principal traditionnel et mémorial de la Kriegsmarine et a été étendue en tant que musée de la Kriegsmarine, desserrant le lien organisationnel avec l’Institut d’océanographie.

## Fin et localisation des collections
Le musée a été gravement bombardé pendant la Seconde Guerre mondiale, fermé et non reconstruit. La majorité des expositions sont prêtées par l’Université Humboldt au Deutsches Museum, certaines sont également situées ailleurs (par exemple sur le navire traditionnel Type Frieden à Rostock) ou ont été perdues dans le contexte de la tourmente d’après-guerre. Entre-temps, vingt-deux tableaux, pour la plupart issus d’une collection comprenant à l’origine une centaine d’œuvres, ont été redécouverts dans les archives du Centre de formation en histoire militaire de l’Académie navale de Mürwik. Ce sont des tableaux du peintre de marine et paysagiste Alexander Kircher, provenant d’une série qui dépeint le développement de la navigation allemande sur un millénaire,.